# Maurizio Trezzi
Maurizio Trezzi (Milano, 18 giugno 1966) è un giornalista italiano.

## Biografia
Laureato in fisica, è giornalista professionista dal 2000, ha scritto dal 1997 al 2003 per l'edizione milanese del quotidiano Il Giorno collaborando alla redazione sportiva.
Dal marzo del 2010 ha svolto l'attività di consulente di comunicazione e portavoce del Sindaco per il Comune di Novate Milanese. Nel 2015 ha fondato l'agenzia di comunicazione Strategycom che fornisce servizi di consulenza strategica per la comunicazione. È stato viceSindaco del Comune di Cormano dal 2004 al 2009 e ha collaborato a numerose campagne elettorali come consulente per la comunicazione. Dal 2017 collabora con la redazione di Identità Golose web e con RFood inserto del quotidiano La Repubblica. Dal gennaio 2019 è commentatore per GolfTV. Dal 2010 collabora con le redazioni dei magazine Golf & Turismo e Professione Golf Club
Dal gennaio 2007 è coordinatore dell'Osservatorio Nazionale su Comunicazione e Disabilità promosso dalla Fondazione dell'Università IULM. Dal 2007 è docente nel corso di Teorie e Tecniche della Comunicazione Pubblica e di Politiche Pubbliche per le Comunicazioni del professor Stefano Rolando all'Università IULM di Milano dove tiene anche corsi e seminari sull'attività di ufficio stampa, pubbliche relazioni e comunicazione sociale.
Dal luglio 2004 al giugno 2009 è stato Vice Sindaco e Assessore all'urbanistica del Comune di Cormano. Durante la campagna elettorale di Milano ha partecipato al "Gruppo del 51" promosso da Piero Bassetti. Per Civicom ha curato le campagne elettorali di Monza e Verona nelle elezioni amministrative del 2012.
Ha intrapreso la carriera giornalistica nel campo dello sport commentando partite di hockey su ghiaccio sull'emittente radiofonica Radio News. La passione per l'hockey su ghiaccio lo ha portato a commentare cinque edizioni dei Mondiali su Eurosport e su Stream TV e quattro edizioni dei Giochi olimpici invernali (Nagano 1998, Salt Lake City 2002, Vancouver 2010, Pyeongchang 2018).
Dal 2005 al 2010 ha collaborato con la redazione del mensile Men's Health per le cui pagine ha realizzato servizi e speciali con interviste a personaggi del mondo dello sport fra i quali Ronaldo, Alex Zanardi, Ascanio Pacelli, Aldo Montano, Filippo Magnini.
È stato capo redattore del progetto Superabile.it, primo portale di informazione sul mondo della disabilità.
Le sue esperienze televisive iniziano a fianco di Giorgio Micheletti nella trasmissione Diretta Stadio sul circuito Italia7 Gold dove ha anche condotto per due stagioni - dal 2002 al 2004 - il programma Diretta Basket. Nella stagione 2004-2005 ha ideato a condotto Radio Basket su Radio Lattiemiele diretta del campionato di serie A1 che prese il posto di Diretta Basket di Radio Rai.
Ha lavorato per Sky Sports dove è stato coordinatore della redazione del programma Vincenti e collaboratore di Fuori Zona, Sportime e per Eurosport e SportItalia commentando principalmente eventi di pallacanestro, pallavolo, hockey su ghiaccio e golf. Dalla stagione 05/06 commenta le gare di basket di Uleb Cup ed EuroCup su Eurosport e ha seguito da Torino le Final Eight di Coppa Uleb con il commento tecnico di Dan Peterson. Ha commentato le gare olimpiche di atletica leggera su Eurosport delle edizioni dei Giochi Olimpici di Pechino 2008 e Londra 2012. Su Eurosport ha commentato i Mondiali di Atletica Leggera del 2009 e 2011, 2013, 2015 e 2017, i Campionati Europei di atletica leggera dal 2010 in poi, Mondiali Indoor e di Cross Country e numerose edizioni delle principali maratone del mondo
In radio ha lavorato come corrispondente per Radio Reporter, Radio Monte Carlo, RTL 102.5 e come redattore per le agenzie di stampa Area e AGR Rcs Mediagroup..
Dal 1997 collabora con la Federazione Italiana Pallavolo con cui ha lavorato per l'organizzazione di due mondiali (2010 e 2014)  e due europei. È direttore editoriale del magazine Tutto Volley Lombardia del Comitato Regionale della Lombardia Archiviato il 22 settembre 2017 in Internet Archive. delle Fipav

## Premi e riconoscimenti
- Ha vinto nel 2006 e 2007 il Premio Isimbardi per la comunicazione pubblica promosso dalla provincia di Milano, nella sezione Piano Integrato e Miglior progetto Internet con progetti realizzati per il Comune di Cormano.